# عادل الغمدی
عادل الغمدی (عربی: عادل الغامدي) تاجر اهل عربستان سعودی است.

## سوابق
از سوابق او می‌توان به مدیر عامل اجرایی سابق بورس اوراق بهادار عربستان (تداول) و رئیس هیئت مدیره سابق فدراسیون مبادلات عربی اشاره کرد.